# Llanta tipo Westwood

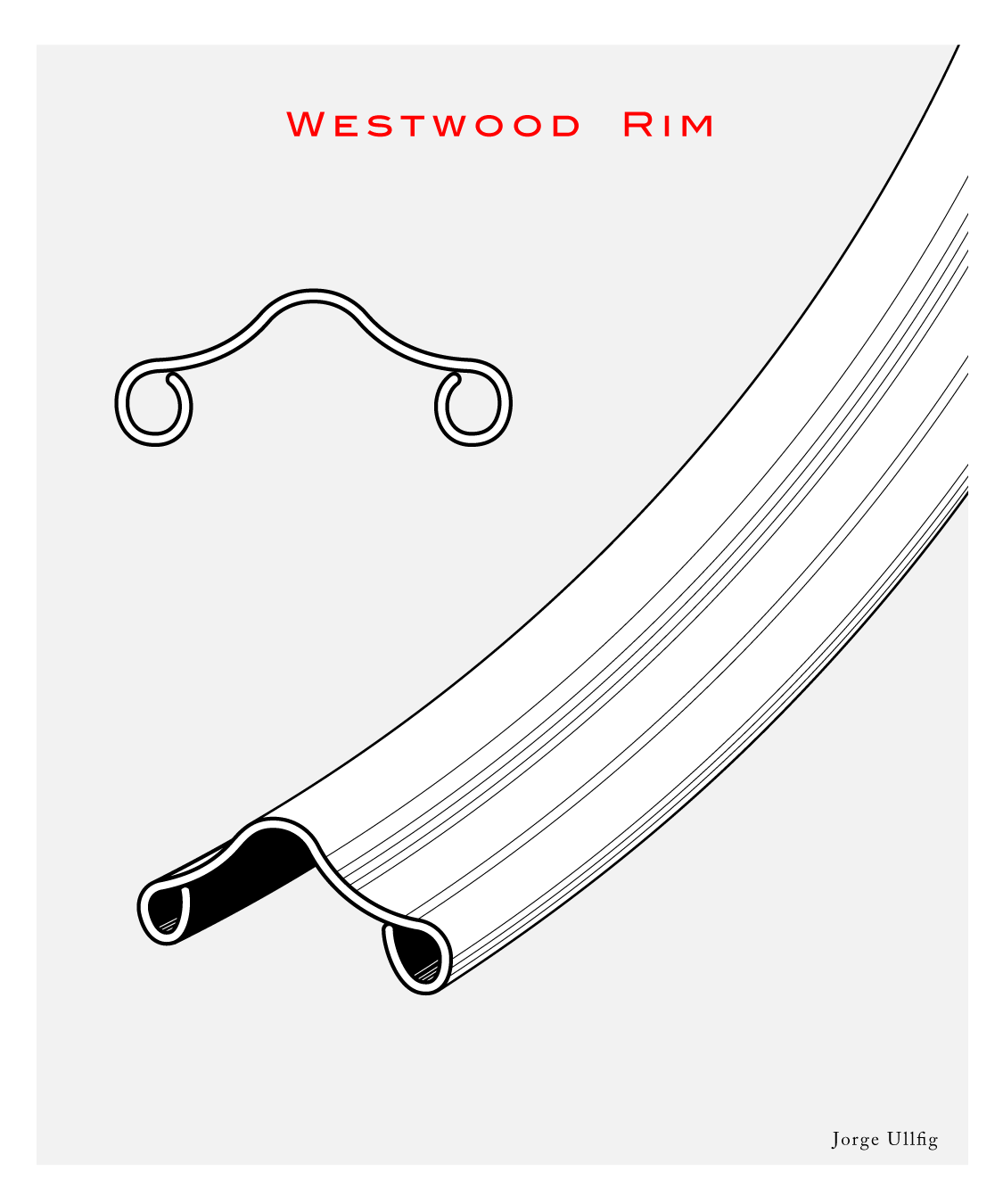
Perfil de la llanta tipo Westwood

El perfil de llanta tipo Westwood  utilizados en bicicletas fue uno de los diseños de llanta de acero originales, desarrollado durante o antes de 1891 para el uso de frenos de varilla y se utilizan por lo general en bicicletas tipo roadsters.  
Frenos de Cable Bowden diseñado para su uso con esta llanta se introdujeron en 1896.  Las llantas tipo Westwood también se han encontrado ideal para su uso con frenos de tambor. Se utilizaron por última vez en las clásicas bicicletas inglesas en Gran Bretaña hasta la década de 1970 y aún es común en el sur y el este de Asia y África, y cada vez más común, una vez más, en Europa. 
Las llantas Westwood tienen lados redondeados, por lo que no son adecuados para su uso con frenos de pinza que se aplican con zapatas a ambos lados de la llanta.
Las llantas Westwood cuentan con una amplia sección transversal, la circunferencia interior de la llanta tiene una sección de forma contorneada para presionar las almohadillas (pastillas) hacia arriba y contra la superficie interna (hacia el centro) de la llanta, o sea, hacen la conexión con la parte inferior de la llanta de la rueda.
Hoy en día las llantas tipo Westwood que se encuentran en el Occidente se utilizan, sobre todo, con el sistema de frenos de tambor y, en menor medida, en las bicicletas con sistemas de frenos de contrapedal. Están disponibles en acero (cromada o negra), acero inoxidable y en aluminio.

## Variaciones y tamaños

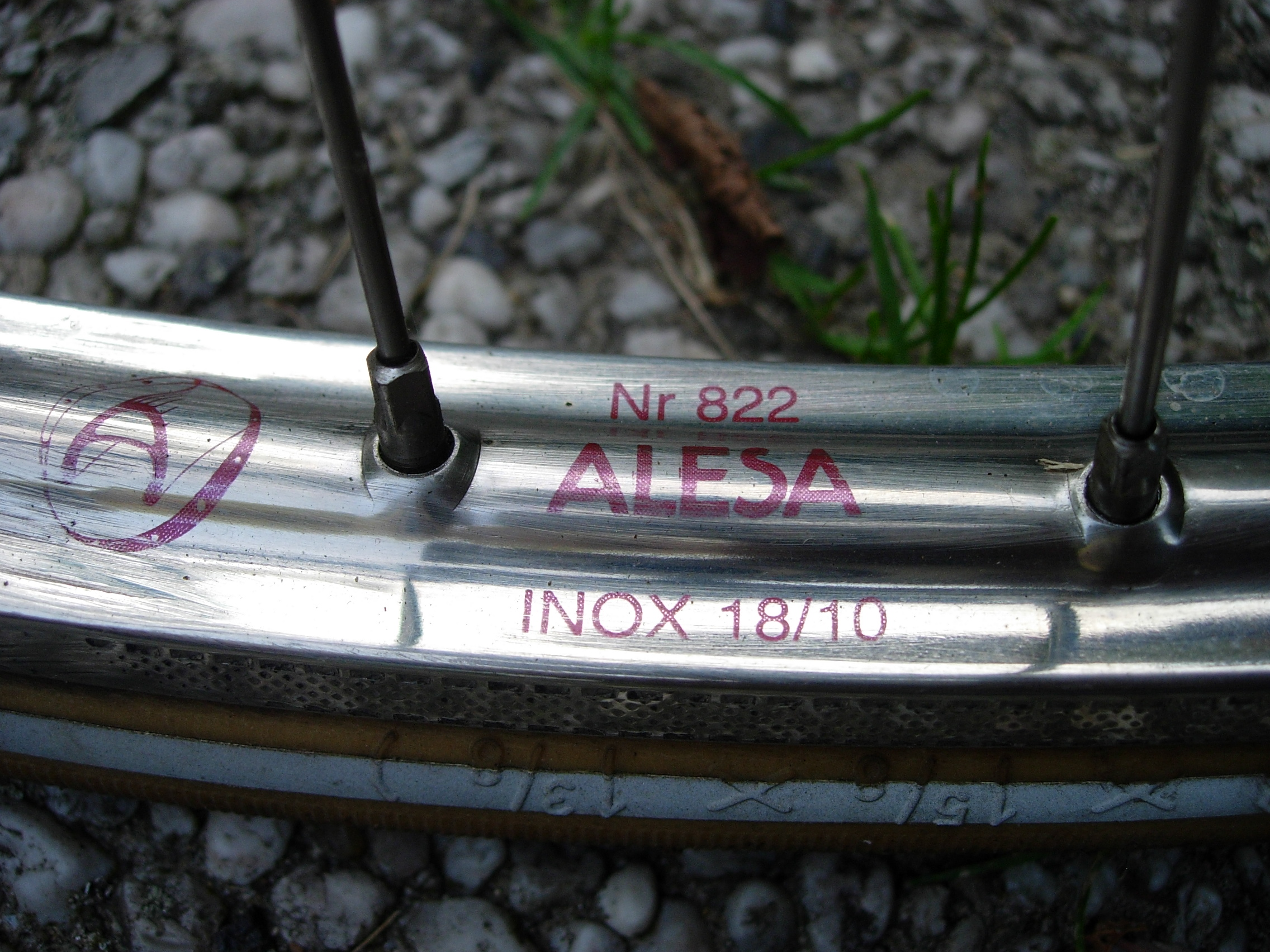
Llanta Westrick en acero inoxidable

Raleigh Bicycle Company  desarrolló una variante que combinan superficies de frenado de varilla de llantas Westwood con lados planos para mordaza de frenos de pinzas. Se le ha llamado «Modelo de Raleigh» y más conocido comúnmente como llantas tipo «Westrick». Estas son conocidos por su fortaleza, y también hay una copia de este diseño por Schwinn Bicycle Company. 
Las llantas de perfil Westwood son más frecuentes en los tamaños de ruedas 28 pulgadas  (ISO 635), también marcadas 700 B, pero se fabrican en la mayoría de los tamaños de peso medio.
- 635 mm (700 B) – (28 x 1 ½ ")
- 622 mm (700 C) – (28 x 1 ¾ ")
- 590 mm (650 A) – (26 x 1 ⅜ ")
- 584 mm (650 B) – (26 x 1 ½ ")
- 571 mm (650 C) – (26 x 1 ¾ ")
- 540 mm (600 A) – (24 x 1 ⅜ ")
- 400 mm  (500 C) – (20 x 1 ¾ ")